# Mont Tekao
Le mont Tekao est le point culminant de l’île de Nuku Hiva, dans l’archipel des Marquises. D’une altitude de 1 224 m, il se trouve au nord-ouest de l’île, sur une des deux lignes de crête concentriques qui forment la géographie caractéristique de l’île, en bordure du plateau Tōvi‘i.